# Zics
Zics é um município da Hungria, situado no condado de Somogy. Tem 15,01 km² de área e sua população em 2019 foi estimada em 330 habitantes.